# Пронево (Вологодская область)
Пронево — деревня в Белозерском районе Вологодской области.
Входит в состав Визьменского сельского поселения, с точки зрения административно-территориального деления — в Визьменский сельсовет.
Расположена на левом берегу реки Визьмы. Расстояние по автодороге до районного центра Белозерска составляет 64 км, до центра муниципального образования деревни Климшин Бор — 2 км. Ближайшие населённые пункты — Зининская, Каменник, Климшин Бор, Мыс.
По данным переписи в 2002 году постоянного населения не было.